# Picroxena scorpiura
Picroxena scorpiura är en fjärilsart som beskrevs av Edward Meyrick 1921. Picroxena scorpiura ingår i släktet Picroxena och familjen vecklare. Inga underarter finns listade i Catalogue of Life.